# Seznam slezských šlechtických rodů, M
Tento seznam obsahuje výčet šlechtických rodů, které byly v minulosti spjaty s územím Slezska. Podmínkou uvedení je držba majetku, která byla v minulosti jedním z hlavních atributů šlechty, případně, zejména u šlechty novodobé, jejich služby ve státní správě na území Slezska či podnikatelské aktivity. Platí rovněž, že u šlechty, která nedržela konkrétní nemovitý majetek, jsou uvedeny celé rody, tj. rodiny, které na daném území žily alespoň po dvě generace, nejsou tudíž zahrnuti a počítáni za domácí šlechtu jednotlivci, kteří ve Slezsku vykonávali pouze určité funkce (politické, vojenské apod.) po přechodnou či krátkou dobu. Nejsou rovněž zahrnuti církevní hodnostáři z řad šlechty, kteří pocházeli ze šlechtických rodů z jiných zemí.

## M
- Makovečtí z Makovec[1]
- Malí z Vítkova[1]
- Malinovští z Malinovic[1]
- Maternové z Adlersfeldu[1]
- Maternové z Květnice[1]
- Mattencloitové
- Medvídkové z Jakubčovic[1]
- Mendlové z Durlachu[1]
- Mezňanští[1]
- Miřovští z Miřovic[1]
- Mitrovští z Mitrovic a Nemyšle[1]
- Mléčkové z Jilovnice[1]
- Mochovští[1]
- Mokrští z Kotulína[1]
- z Moravan[1]
- Moravičtí z Rudnice[1]
- Mordeisové z Waltersdorfu[1]
- Morští z Morska[1]
- Moškvicové ze Skorkova[1]
- Mošovští z Moravčína[2]
- Mozgové[1]
- Mrakotové[1]
- Muckenberkové z Muckenberka[1]
- Müllerové z Reichenburka[1]
- Mülheimové[1]
- Muřinové[1]
- Muzmannové [1]
- z Myšlan[1]